# Пукст, Григорий Константинович
Григорий Константинович Пукст (27 ноября 1900, Гомель — 11 ноября 1960, Минск) — белорусский советский композитор, Заслуженный деятель искусств Белорусской ССР (1955).

## Биография
Родился 27 ноября 1900 года на одной из рабочих окраин Гомеля в семье железнодорожного слесаря. Гомельщина издавна славится как одна из наиболее музыкальных областей Беларуси. Здесь всегда широко и привольно звучала народная песня, и мальчик с самого раннего детства крепко сдружился с нею. Он мог часами слушать незатейливые и искренние мелодии, с восхищением следить за игрой соседских парней на балалайке или гитаре весь превращался во внимание, заслышав стройные звуки слаженного хора.
Как-то отца пригласили на свадьбу родственники из недалекой деревушки, и Гриша упросил взять его с собой. Он прослушал весь старинный свадебный обряд: полные печали песни невесты; веселые, бодрые — дружков жениха; шутливые, озорные — про бородатых сватов. Казалось, ничего более красивого и захватывающего он никогда не увидит и не услышит. Потом заиграл свадебный оркестр: один за другим из инструментов вылетали марши, вальсы, польки, лявонихи, метелицы, «Юрочки», «крыжачки». Переполненный впечатлениями мальчик приехал домой.
Вскоре ему случайно удалось попасть на выступление самодеятельного струнного квартета, и то, что он услышал, явилось для него настоящим откровением. Здесь уже была не только мелодия и аккомпанемент, а что-то более сложное, более прекрасное и вместе с тем таинственное. С этого времени он сделался постоянным посетителем репетиций железнодорожного хорового кружка и оркестра русских народных инструментов. Не прошло это увлечение и с поступлением мальчика в Гомельское городское двухклассное училище. Наоборот: редкие уроки пения заставили его не только ещё больше полюбить музыку, но и робко мечтать о профессиональных занятиях ею.
После смерти отца Григорию пришлось оставить мечты о том, чтобы начать по-настоящему учиться музыке. Он поступил в Гомельское техническое училище, чтобы стать квалифицированным железнодорожником. Начало учёбы совпало с началом Первой мировой войны. Жить становилось труднее, дети росли, а с ними росла потребность семьи. Грише приходилось, не прерывая занятий в училище, думать о куске хлеба. Несмотря на это, он оставался верен своей главной привязанности. При случае он пробовал подбирать знакомые мелодии на рояле, и, благодаря отличному слуху и музыкальной памяти, это ему всегда удавалось.
В самое короткое время, почти без посторонней помощи юноша овладевает началами нотной грамоты и учится играть на нескольких народных инструментах. Успешно продолжались и занятия в училище. Через четыре года выпускник гомельской «технички» Григорий Пукст начал работать сначала железнодорожным слесарем, затем помощником машиниста, и, наконец — машинистом.
Между тем надвигались события, потрясшие весь государственный строй России. Была проиграна война, свергнут царской престол, над новоявленной советской Россией нависла угроза интервенции. Вскоре Гомель был оккупирован немецким войсками и молодому машинисту пришлось отправиться в добровольное изгнание. Оно оказалось недолгим, однако война и оккупация до основания разрушили железнодорожный транспорт. Шла гражданская война, и на станциях скапливались тысячи беженцев, десятки воинских частей, горы срочных военных грузов и продовольствия для голодающих городов. Все это нуждалось в немедленной перевозке, страна прилагала огромные усилия, чтобы хоть немного оживить свои железнодорожные артерии.
Молодой машинист Григорий Пукст взялся за работу вместе с другими гомельскими железнодорожниками. Он восстанавливал разбитые локомотивы, неделями находился в поездках в качестве машиниста. Его паровоз был одним из лучших в гомельском узле. Как-то незаметно, само по себе, присоединилось к имени Григория солидное и ласковое «Константиныч». Несмотря на голод, напряженную работу и заботы о семье, молодой машинист никогда не упускал случая побывать на занятиях хора и оркестра русских народных инструментов, а впоследствии стал даже руководителем одного з таких коллективов. Вместе с тем юноша все время пытается глубже проникнуть в секреты построения музыкальных произведений, переписывая для этого романсы Гречанинова, Рахманинова, Чайковского, пользуясь случайными брошюрами и книжкам о музыке.
Не столько эти книжки, сколько природный дар и чувство художественной формы натолкнули его на мысль попробовать сочинять музыку. Он и раньше довольно успешно инструментовал разнообразные пьесы для балалаечного оркестра, и, может быть поэтому, первая его композиторская проба была посвящена именно такому оркестру.
Ребята заулыбались было, когда на очередной репетиции Григорий раздал ноты своего «Марша железнодорожников», но скоро улыбки сошли с лиц: марш, в самом деле, получился интересным по мелодии, живым и бодрым по характеру. Успешная «проба пера» повлекла за собой последующие. Уже в 1919 году после первого публичного исполнения романса «Прошлого времени тени туманные», Григорий прослыл среди своих товарищей «всамделишным» композитором. И это со временем сыграло значительную роль в его судьбе.
После окончания гражданской войны Советская власть большое внимание уделяла развитию культуры. Для работы на культурном фронте требовались тысячи образованных людей, способных быть не столько отличными пропагандистами, но и талантливыми организаторами. Именно тогда, когда Дорпрофсожу Западной железной дороги понадобился инструктор политпросвета, железнодорожники единодушно выдвинули на эту должность своего товарища, молодого машиниста Григория Пукста.
Новая, интересная и ответственная работа вскоре целиком захватила его. За довольно короткое время он организовал различные самодеятельные кружки не только при центральном клубе им. Ленина, но почти во всех службах и отделениях Гомельского железнодорожного узла. Все эти коллективы требовали внимания и помощи. Некоторыми из них руководил он сам, остальные тоже нужно было обеспечить руководителями, инструментами, нотами, помещением, дровами и др. Все это приходилось выпрашивать у начальства, доставать в других организациях, находить, приспосабливать, организовывать. Хлопоты начинались с рассветом, и только во время репетиций инструктор обретал несколько часов относительного покоя.
Зато смело можно сказать, что эти хлопоты окупались сторицей. В художественную самодеятельность железнодорожников Гомеля вливались все новые и новые хористы, музыканты, танцоры, любители драматического искусства.
Целью неутомимой работы Г.К. Пукста была не только организация самодеятельности, но и налаживание активной концертной деятельности любительских коллективов. Вскоре при клубе имени Ленина молодой инструктор политпросвета создал настоящее концертное бюро ли, как его называли в шутку сами участники, «мазутную филармонию».
Самодеятельные артисты этой «филармонии» выступали в железнодорожных клубах и красных уголках, навещали заводы и фабрики города, выезжали в соседние деревни. И никто из них никогда не жаловался на трудности, отсутствие условий для выступления или усталость. Возрастающий интерес к искусству и теплая благодарность рабочих были наградой, вполне удовлетворяющей и самодеятельных артистов, и их руководителя. Помня свое первое знакомство с настоящей музыкой и жадное влечение к ней в детстве, Григорий Константинович никогда не отказывал в приеме в оркестр, хор или какой-либо другой коллектив совсем ещё юным любителям музыки и даже сам разыскивал их по всему Гомелю.
Недостаток в городе учителей музыки заставил его заняться педагогической деятельностью, и, начиная с 1921 года, он параллельно с работой в самодеятельности преподает в железнодорожных школах Гомеля.
Теперь, когда музыка стала, можно сказать его второй профессией, Григория Константиновича тянуло к творчеству. Однако, о чём как писать, он представлял себе довольно смутно. Очень слабо разбираясь в музыкальной форме, не зная законов гармонии, не умея выбирать подходящий текст, он все же пытается писать романсы, хоры, инструментальные пьесы, и его товарищи по работе в самодеятельности горячо поддерживают эти попытки.
Так появляются детские песни Григория Пукста «Заинька, поскачи» и «Мотылек», хоры «В кузнице» на текст Немировича-Данченко и «вырыта заступом яма глубокая» на текст И. Никитина, «Элегия» для фортепиано, несколько романсов, песен и дуэтов на тексты М. Лермонтова, И. Никитина, Н. Ярошевича, Г. Галиной.
Не придавая особого значения содержанию текста, он в своей музыке стремился к внешней красоте, плавности мелодии, «благородству» гармонии. Такие требования к музыке предъявляли его товарищи по работе и знакомые, редко слышавшие в Гомеле что-либо кроме церковного хора, выступления местных любителей с «жестокими романсами», духового оркестра да случайных концертов приезжих артистов и небольших ансамблей. Конечно, воспитать на всем этом хороший музыкальный вкус было трудно, и начинающему композитору приходилось двигаться в своем творчестве, что называется на ощупь.
Его музыка нравилась слушателям самодеятельных концертов, её охотно разучивали любители, но у самого автора она вызывала чувство неудовлетворенности. Подсознательно он понимал, что его музыка — не больше, чем упражнения дилетанта, что в ней масса чисто технических ошибок, что она ещё слишком далека от настоящего профессионализма. Он знал, что ему не хватает теоретических знаний и опыта.
Профессиональные знания требовались и для руководства большими коллективами самодеятельности, и для педагогической работы в школах. Статья в местной газете о его разносторонней деятельности, содержавшая, между прочим, настоятельный совет получить специальное образование, и такие же советы товарищей и сослуживцев помогли ему принять твердое решение. Посвятив около года самодеятельной подготовке, он летом 1923 года подает заявление о приеме в Московскую государственную консерваторию.
Экзаменационная комиссия, проверив способности и знания гомельского музыканта просмотрев аккуратные нотные тетради с его композиторскими опытами, зачислила Григория Пукста в число студентов композиторского факультета Московской консерватории. Одним из членов приемной комиссии в то время был профессор консерватории, композитор и крупный теоретик Георгий Эдуардович Конюс. Имея богатый педагогический опыт, он обратил внимание на скромного, стеснительного гомельчанина, подметил искру живого таланта в его произведениях и, не колеблясь, взял его в свой класс.
Никогда ранее не обращавшийся с квалифицированными педагогами по музыке и добывавший свои знания с огромным напряжением, студент был удивлен, как легко просто заниматься под руководством профессора. То, чего он ранее достигал ценой упорного долгого труда, теперь быстро укладывалось в голове за один-два урока. Не ограничиваясь заданным количеством материала, он всегда приносил в класс вдвое, втрое больше, чем требовал профессор.
Пожалуй, именно трудолюбие в сочетании с большой одаренностью позволило Григорию Константиновичу намного раньше, чем положено по программе, отлично овладеть гармоней, научиться тонко чувствовать музыкальную форму, успешно пройти полифонию, хорошо усвоить инструментовку и другие предметы необходимые будущему композитору.
Совершенно другие требования стал предъявлять он и к своему творчеству. Наряду с чисто лирическими высказываниями, в музыке молодого композитора появляются темы гражданского звучания, отражающие современную жизнь. Так, будучи ещё студентом 1 курса консерватории, Пукст пишет хор на слова Н. Минского «Пролетарии всех стран, соединяйтесь!», на втором курсе — хор «Тише, товарищи» на слова С. Брускова, «ленинский марш пионеров» на слова С. Жарова и др.
Наиболее сильной в то время общественной музыкальной организацией, объединившей композиторов, музыковедов, педагогов и часть студентов консерватории, была «Российская ассоциация пролетарских музыкантов». Передовые идеи РАМПа, сначала целиком захватили Григория Пукста, но вскоре он разобрался в себе и понял, что его творческие устремления далеки от идеалов ассоциации.
С каждым годом будущий композитор все яснее видел свой путь в искусстве, приобретал фундаментальные теоретические знания и творческий опыт. В 1926 году появляется цикл романсов Пукста на слова И. Бунина, свидетельствующий о богатом мелодическом даре композитора. Год спустя он пишет несколько романсов на стихи Блока, пробует свои силы в музыке для квартета, набрасывает эскизы симфонической поэмы «Север». Высокую оценку получают его пять фуг, имевших не только учебный характер, но определённую художественную ценность.
В сутолоке студенческой жизни, горячих спорах, посещениях концертов, в напряженных занятиях и творческой работе прошли пять лет. Годы учёбы остались позади, и перед композитором открылось необъятное поле деятельности. Однако считать себя законченным мастером, законченным композитором он ещё не имел права. Он знал, что настоящая учёба не закончилась с получением диплома, а только начинается, был готов к этому и с нетерпением ждал выхода на широкие просторы жизни.
Пукст возвратился в родной Гомель и в течение года преподавал пение в школах города. Нельзя сказать, что эта работа полностью удовлетворяла молодого композитора. Ему хотелось шире использовать знания, полученные в консерватории, делиться этими знаниями со своими учениками более щедро, чем предполагала школьная программа. Поэтому, когда ему предложили место преподавателя музыкально-теоретических дисциплин в Омском музыкальном техникуме, он без колебаний согласился.
Коллектив студентов и педагогов тепло принял в свою семью нового преподавателя. Занятия со студентами, руководство техникумовским научным обществом, помощь начинающим композиторам, консультации руководителей самодеятельности — все это представляло широкое поле для применения знаний и способностей, полученных в консерватории. Большая педагогическая нагрузка, работа над повышением своей квалификации и многочисленные общественные поручения нисколько не мешали Григорию Константиновичу много и плодотворно заниматься творческой деятельностью.
В Омске он закончил начатую ещё в студенческие годы сюиту для струнного квартета и двух фортепиано «Сымон-музыка». Тема её была навеяна образами одноимённой поэмы Якуба Коласа. В 1930 году Пукст создает крупное произведение — «Сюиту на темы белорусских народных песен» для симфонического оркестра. В это же время композитор получает из Минска авторские экземпляры своих первых произведений, изданных Белорусским государственным издательством.
Небольшой список произведений, написанных композитором в Омске, дает представление о том, как близка ему была белорусская народная тематика. Композитор тосковал по родной Беларуси, по знакомым с детства картинам природы, по простому, душевному белорусскому народу с его чудесными песням и обычаями.
В 1932 году Григорий Константинович вернулся в Гомель. Он стал педагогом и заведующим учебной частью в Гомельском музыкальном техникуме. Никогда ранее не была такой активной его деятельность, как по возвращении на родину. Кроме работы в техникуме, он преподает пение в школах города, руководит самодеятельностью, публикует ряд статей, поднимающих важные вопросы развития художественной самодеятельности. По старой памяти, он снова берется за художественные коллективы железнодорожного клуба им. Ленина, организует там хоря для детей и взрослых, большой оркестр народных инструментов, сколачивает довольно сильную группу солистов-вокалистов и инструменталистов.
При всем этом, Пукст ни на минуту не прекращает творческих поисков. Значительно расширился круг тем, интересующих композитора, растет его профессиональное мастерство, более полнокровными становятся художественные образы его музыки. В 1933 году он становится членом белорусской композиторской организации. В январе 1934 года были открыты Первая Всебелорусская конференция композиторов и организован ряд авторских концертов. 28 января в одном из них принял участие и гомельский композитор Г. Пукст, продирижировавший своим «Маршем второй пятилетки». Здесь же в Минске он впервые познакомился и с некоторыми крупным полотнами своих товарищей — белорусских композиторов.
Все это дало толчок к созданию новых, сложных и больших произведений, и Григорий Константинович принялся за партитуру Первой симфонии, идею которой вынашивал уже на протяжении нескольких лет. Он начал работать над симфонией в мае 1934 года и дописал последний такт в первых числах нового 1935 года. Работа над симфонией многое дала композитору, заставила его глубже задуматься над многими творческими проблемами, взглянуть на свою музыку как бы со стороны. Уже после первого исполнения симфонии он хорошо понял, что ей не хватает самостоятельности, самобытности, высокого композиторского профессионализма.
Уже следующие крупные произведения композитора: «Вторая сюита на темы белорусских народных песен» для симфонического оркестра, «Паэма пра Чырвоную Армію» для хора и оркестра были ярким свидетельством творческих поисков автора и его профессионального роста.
В эти же годы начал во всей своей полноте раскрываться песенный дар Г. К. Пукста. Он пишет множество песен, романсов на стихи белорусских поэтов, в том числе, яркий по музыке цикл на слова Янки Купалы. Цикл был создан в 1935 году. Постепенно, от произведения к произведению зрел талант композитора, накапливался творческий опыт, вырабатывался музыкальный язык. Имя Г. К. Пукста становилось популярным в Беларуси.
Творческим отчетом композитора в этот период становится его авторский концерт, организованный 22 июля 1939 года в летнем театре Парка культуры и отдыха им. Горького. В концерте приняли участие симфонический оркестр Белгосфилармонии, струнный квартет, большая группа солистов.
Ещё одним серьёзным экзаменом творческой зрелости явилась для него Первая декада белорусского искусства в Москве, проходившая летом 1940 года. В концертах дважды прозвучали лучшие образцы вокальной музыки Г. Пукста, а также отдельные части из его симфонических произведений. Возвратясь из Москвы, композитор продолжил работать в области вокальной музыки, начал собирать материалы для оперы, идею которой ему подсказала поэма Я. Купалы «Магіла Льва», закончил черновой вариант Второй симфонии. Творческие планы были широкими и смелыми, но свершению их помешали события Отечественной войны.ы начал во всей своей полноте раскрываться песенный дар Г. К. Пукста. Он пишет множество песен, романсов на стихи белорусских поэтов, в том числе, яркий по музыке цикл на слова Янки Купалы. Цикл был создан в 1935 году. Постепенно, от произведения к произведению зрел талант композитора, накапливался творческий опыт, вырабатывался музыкальный язык. Имя Г. К. Пукста становилось популярным в Беларуси.
Творческим отчетом композитора в этот период становится его авторский концерт, организованный 22 июля 1939 года в летнем театре Парка культуры и отдыха им. Горького. В концерте приняли участие симфонический оркестр Белгосфилармонии, струнный квартет, большая группа солистов.
Ещё одним серьёзным экзаменом творческой зрелости явилась для него Первая декада белорусского искусства в Москве, проходившая летом 1940 года. В концертах дважды прозвучали лучшие образцы вокальной музыки Г. Пукста, а также отдельные части из его симфонических произведений. Возвратясь из Москвы, композитор продолжил работать в области вокальной музыки, начал собирать материалы для оперы, идею которой ему подсказала поэма Я. Купалы «Магіла Льва», закончил черновой вариант Второй симфонии. Творческие планы были широкими и смелыми, но свершению их помешали события Отечественной войны.
С болью в сердце, оставив за плечами зарево подожженного вражескими бомбардировками Гомеля, композитор вместе с тысячами своих земляков вступил на путь тяжелых военных испытаний. В составе фронтовой бригады Белорусской государственной филармонии он выступает на концертах для солдат и офицеров воинских соединений, для раненых бойцов в госпиталях, для рабочих инженеров оборонных заводов, для тружеников сельского хозяйства. Вскоре он получил направление в Каменск-Уральский на должность музыкального руководителя клуба строительства и развернул работу так, что клуб стал любимым местом отдыха строителей и получил от них название «вечернего санатория». В 1943 году на должность начальника музыкального отдела Управления по делам искусств при СНК БССР был отозван из Каменск-Уральска Г. Пукст. Здесь его ожидала большая и напряженная работа.
Чувством горячей любви к родине, к родному белорусскому народу проникнуты все произведения Григория Константиновича, написанные в тот период. В его романсах и песнях находят отражение события Отечественной войны, героические подвиги народа, любовь к родине, вера в победу и печаль о тяжелых утратах. Особой теплотой и задушевностью отмечены такие романсы Пукста на слова А. Астрейки, как «Хай бы прысніліся», «Пісьмо», «Праходзяць дні», «Шоўкавыя травы», связанные с образами родной земли, попавшей под фашистский сапог. Совсем другой, жизнерадостный характер носят песни о белорусских партизанах: «За родную зямлю» и «Слухайце, пушчы, паляны» на текст П. Пестрака, партизанские припевки «Разлюлі люлі маліна» на текст К. Крапивы и др.
Наиболее крупным и значительным произведением, созданным композитором в военный период была его Вторая симфония. Произведение было закончено в 1943 году и посвящено событиям Великой Отечественной войны, белорусскому народу, сражавшемуся за свободу и независимость своей родны.
С первых же дней работы в освобожденном Минске, Г. К. Пукст был окружен сотнями неотложных дел, забот и нерешенных вопросов. Постепенно возобновляли свою работу музыкальные коллективы, восстанавливалась нотная библиотека, начал свои спектакли оперный театр. На одной из премьер заново сформированного симфонического оркестра Белорусской государственной филармонии было исполнение Второй симфонии Пукста. Премьера прошла удачно. Окрыленный успехом, композитор ещё с большей страстью продолжает писать музыку, пробуя свои силы в совершенно разных жанрах. Не мешает ему дополнительная работа — педагогическая деятельность в Белорусской государственной консерватории.
Огромное влияние на формирование творческого облика композитора оказала народная песня, интонации которой слышатся в большинстве его произведений. Григорий Константинович хорошо знал и любил эти песни. И его первые композиторские попытки были связаны именно с народной песней. Так, ещё юношей он обработал для железнодорожного балалаечного оркестра несколько белорусских танцев. Окончательно, со всей полнотой открылся ему сказочно-богатый мир народной музыки в консерватории. С того времени из-под его пера стали выходить по-настоящему профессиональные обработки народных песен.
В 1928 году в репертуаре исполнителей появились первые обработки Г. Пукста: «Ах, ты, Нёман-рака!», «Бульба», «Зязюленька», «Ой, ляцелі гусі», «Рабіна» и др. С прекрасным знанием хоровой фактуры и в чисто народном стиле обработаны композитором для хора такие чудесные народные песни как «Ляціць сарока», «Ой, пайду я лугам», «Павей, ветрык, павей» и др.
Г. К. Пукст был великолепным знатоком и ценителем не только традиционной народной песни. Он был также одним из первых композиторов Беларуси, широко использовавших в своем творчестве современную народную песню. Он первым среди своих коллег пишет сюиту на темы современных белорусских песен для секстета домр, обрабатываем многие из новых песен. Среди них песни для голоса с фортепьяно и хора: «Вечарком за рэчкаю», «Дэпутатка», «Рэкруцкая», «Песня пра Заслонава» и др.
Любовь к народной песне, отличное знание её структурных особенностей оказали сильное воздействие на вокальную музыку Григория Константиновича. Одной из отличительных черт творчества композитора является прозрачный и светлый лиризм его музыки. Он тонко передает в своих произведениях поэтическую прелесть белорусской природы, переживания и мысли героев, лучшие человеческие чувства. Особенно ярко это проявляется в романсовом творчестве Пукста. Им написано свыше ста романсов, очень многие из которых являются прекрасными образцами вдохновенной лирики.
Создавая свои романсы, композитор нередко обращался к поэтическому наследию русских классиков: А. Пушкина («Прощание»), И. Бунина («Снова сон», «Ту звезду», «Отошли закаты»), А. Блока («Нет ни слезы», «Не нарушай», «То сон предутренний сошел»), С. Есенина («Песня», «Прощальное письмо»), к стихам советских поэтов Н. Асеева («Звени, молодость»), В. Лебедева-Кумача («Партизаны»).
Однако творчество белорусских поэтов было особенно понятным и дорогим для композитора. К периоду учёбы в консерватории относятся его романсы на слова Т. Гартного «Без работы», «Ткачыха», «Калысная песня», Р. Соболенко «Дзе ты?», «Песня нядолі». Всегда была близка композитору и поэзия Янки Купалы. На его тексты были написаны романсы «На нашым полі», «Я калгасніца», «Як у лесе зацвіталі», «Не судзіла доля» и др. Необычайно плодотворным оказался творческий дуэт композитора с поэтом А. Астрейкой. Музыка Г. К. Пукста на редкость созвучна лирическим высказываниям поэта, и настоящими творческими удачами обоих авторов по праву считаются такие романсы, как «Праходзяць дні», «Шоўкавыя травы», «Пісьмо», «Свеціць месяц» и др.
Множество самых разнообразных романсов создал композитор на слова Я. Коласа, К. Крапивы, П. Бровки, М. Танка, П. Панченки, А. Бачилы, С. Граховского, А. Александровича, К. Киреенки, М. Машары, Э. Огнецвет и др.
В одном из своих последних вокальных циклов композитор обратился к поэзии А. Звонака, написав музыку на тексты шести его сонетов : «Паэзія», «Вернасць», «Мужнасць», «Любоў», «Хараство», «Жаданне». Этот цикл является характерным для романсового творчества Пукста, раскрывает его творческие принципы, дает представление о его «композиторском почерке».
Наряду с романсами песнями для голоса в сопровождении фортепьяно и различных ансамблей и оркестров, Г. К. Пукст создал немало музыки для вокального дуэта, трио, мужского и женского квартетов и других вокальных ансамблей с самым различным сопровождением.
Но, пожалуй, больше всего произведений посвятил композитор хоровому жанру. Простой перечень некоторых песен, принадлежащих перу Г. К. Пукста, может дать достаточно полное представление о круге тем, которые затрагивал он в своем творчестве. Это хоры на слова П. Бровки «Рэспубліка наша», «З рускім народам», «На родных прасторах», «Расія», «Родная зямля»; «Мір пераможа вайну» на текст А. Бачилы, «Песня пераможцаў» на текст М. Климковича, «Мінску слава» на текст М. Гомолки, «Развітальная камсамольская» на текст А. Астрейки и др.
В своем творчестве Григорий Константинович не забывал и детей. У него немало песен, написанных для детских хоров, различных ансамблей, отдельных исполнителей. Белорусским пионерам и школьникам того времени были хорошо знакомы песни композитора на тексты А. Вольского «Песня беларускіх піянераў», «Мічурынцы-юннаты», «Арляняты», «Свята мам», «На дачу» и др.
Г. К. Пукст ещё с детства пел в хоре, затем руководил самодеятельными и профессиональными хоровыми коллективами. Он хорошо изучил особенности и природу певческого голоса, хорошо знал исполнительские возможности отдельных групп и всего хора в целом, умело пользовался всей полнотой хоровой фактуры. Для лучших образцов хоровой музыки композитора характерно полноценное многоголосие, применение полифонии и гармоническое богатство в соединении с мелодичностью, напевностью и доступностью музыкального языка. Особенно ярко проступают эти черты в таких сложных хорах без сопровождения, как «Партызанскія акопы», «Край мой любімы», «Ноч», «Дуб».
Одно из наиболее привлекательных качеств вокальной музыки Г.К. Пукста — широкая песенность — свойственно и инструментальным произведениям композитора. Уже первые из них — фуги для фортепиано струнного квартета, отдельные пьесы для фортепианного трио, струнного квартета, квинтета — носили черты, характерные для всей дальнейшей музыке Пукста. В них было заметно высокое полифоническое мастерство, используя которое, автор достигал плавного голосоведения и настоящего камерного звучания.
Мелодическим материалом для этих пьес служили обычно оригинальные темы, близкие по своему интонационному складу к народным, подлинные народные песни и танцы. На мелодическом материале белорусских народных песен Григорий Константинович создал две четырёхчастные сюиты для секстета домр. Одна из них построена на темах традиционных белорусских народных песен, вторая — на песенном материале современного фольклора. Успехом у слушателей пользовалась и «Лявоніха», ярко и красочно обработанная композитором для Государственного белорусского народного оркестра.
Значительный вклад внес Г. Пукст и в музыку для театра и кино. Начиная с 1932 года он сотрудничал со многими белорусскими режиссёрами и результатом этого сотрудничества явилась музыка к шести спектаклям и двум кинофильмам. На редкость удачной получилась музыка композитора к спектаклю по сказке С. Аксакова «Аленький цветочек» в академическом театре им. Янки Купалы. Ряд несомненных достоинств есть также и в музыке Пукста к спектаклям «Девушки нашей страны» И. Микитенко, «Доходное место» А. Островского, «Любовь Яровая» К. Тренева, «З народам» К. Крапивы, «Дзед і жораў» В. Вольского, а также к кинофильмам «Поют жаворонки», «Рассвет».
И все же ведущее место в творчестве Г. Пукста занимает симфоническая музыка. Здесь композитор показал себя талантливым художником и отличным знатоком музыкальной формы. Образы его симфонических произведений отличаются простотой и ясностью музыкального языка, напевностью, доступностью. Таковы образы Второй сюиты Пукста на темы белорусских народных песен для симфонического оркестра, фантазии на тему белорусской народной песни «Перапёлачка».
Симфония — один из наиболее сложных и трудных жанров музыкального искусства. Г. Пукст — автор шест симфоний, в которых он стремился воссоздать образ белорусского народа. Симфонизму Пукста не свойственна острая конфликтность, глубокие драматические коллизии, острота гармонического и мелодического языка. В своей симфонической музыке, так же, как в вокальной, он остается лириком, и это в значительной степени определяет характер музыкальных образов его симфоний. Главную роль в них играет не принцип конфликтных столкновений, а сопоставление контрастных музыкальных тем эпического, пейзажного или лирического склада.
Характерно, что пять из шести симфоний Пукста написаны в классической четырёхчастной форме, а некоторые из них имеют черты камерной симфонии. До известной степен это относится к Третьей симфонии, написанной в 1950 году и посвященной теме строительства новой жизни. Для произведения характерны жизнерадостность, оптимизм, светлое настроение.
Близка своей предшественнице по авторскому замыслу, содержанию, музыкальному воплощению, образному складу и Четвёртая симфония. С каждым новым крупным симфоническим произведением зрел и оттачивался талант композитора, росла его требовательность к себе, более широкими становились идейные замыслы, оркестровое мышление, окончательно устанавливалось все то, что в сумме называется композиторским профессионализмом. Особенно проявился творческий рост композитора в его последних симфонических полотнах — Пятой и Шестой симфониях. Исполнением Пятой симфонии Пукста 1 декабря 1957 года открылся первый симфонический концерт декады белорусской музыки, посвященный 40-летию Октябрьской революции. Произведение вызвало большой интерес у любителей музыки, встретило горячий прием и получило широкий резонанс в печати.
Жизнерадостным восприятием современности, свежестью и новизной гармонического языка, продуманностью формы и яркостью оркестровых красок заметно отличалась от прежних симфонических полотен Шестая симфония Пукста. Новая симфония композитора привлекла светлой напевностью, выразительностью музыкальных образов, ярким жизнеутверждающим звучанием.
В своем творчестве Г. Пукст не раз обращался к вокально-симфоническим жанрам. «Марш второй пятилетки» для женского хора и симфонического оркестра и некоторые другие хоры с оркестровым сопровождением были первыми опытами композитора в этой области. Прекрасно зная хоровую фактуру, он умел аранжировать свои произведения так, что получал равновесие в звучании хора и оркестра, умел в соответствии с замыслом в одном случае выделить хоровой эпизод, в другом — дать оркестру прозвучать самостоятельно. Ещё более полно применил композитор свои профессиональные навыки и знание крупных вокально-симфонических форм в «Паэме пра Чырвоную армію» для хора и симфонического оркестра. Эти и многие другие вокальные и инструментальные произведения послужили Григорию Константиновичу исходным пунктом в подготовке к созданию монументальной кантаты «А хто там ідзе?» для хора, симфонического оркестра и четырёх солистов. Реализовать такой масштабный замысел на литературном материале одного только купаловского стихотворения было невозможно и композитор обратился к поэзии ещё нескольких белорусских поэтов. Так возник замысел кантаты «А хто там ідзе?» на тексты Я. Купалы, М. Климковича, П. Труса и К. Киреенки. Музыка кантаты носит светлый, праздничный характер, все три части воспринимаются как единое художественное целое. Почти весь тематический материал кантаты является оригинальным, но композитор ввел в музыкальную ткань своего произведения также белорусскую народную песню на текст Я. Купалы «Восень» и эпическую белорусскую народную тему из былины об Илье Муромце.
Г. Пукст умело и экономно использует в кантате хор, солистов, ансамбли, широко и полно пользуется выразительным возможностями симфонического оркестра. Высокие художественные качества кантаты «А хто там ідзе» привлекли к ней внимание слушателей.
Композитора не могла не привлекать мысль о создании крупного оперного произведения. Мысль эта родилась в Гомеле, задолго до Отечественной войны. Для полного воплощения своего замысла он избрал поэму Я. Купалы «Магіла льва», детально разработал план будущей оперы и уже довольно ясно представлял себе, какой должна быть его музыка. Однако начать планомерную работу над новым произведением было невозможно из-за отсутствия либретто, и композитор на время отложил черновые наброски оперы.
Вернуться к ней Пукст сумел только после освобождения Беларуси от фашистской оккупации, и через два года напряженной работы клавир оперы был представлен для общественного прослушивания и творческого обсуждения в Союзе композиторов Беларуси.
В основу сюжета оперы композитор и либреттист К. Пуровский положили старинное народное предание, поэму Я. Купалы и пьесу белорусского драматурга Е. Мировича «Машэка». Такое же название получила и опера. Опера «Машэка» не увидела света рампы, и широкие круги слушателей мели возможность познакомиться с её музыкой только по радио.
Спустя несколько лет, в 1953 году, Григорий Константинович берется за создание новой оперы — на этот раз для детей. В основу сюжета легла поэма Э. Огнецвет «Песня пра піянерскі сцяг». На литературной основе своей поэмы Э. Огнецвет написала либретто оперы, получившей по имени главной героини название «Маринка». В 1954 году опера была закончена композитором, а 31 декабря 1955 года состоялась её премьера на сцене Белорусского государственного театра оперы и балета. В музыке оперы композитор использовал только две подлинные народные мелодии: шуточную детскую песню «Саўка ды Грышка» и народный танец «Юрачка». Однако, благодаря интонационным особенностям композиторского почерка Пукста, большинство арий, ансамблей, хоров, оркестровых номеров имеет ярко выраженный национальный колорит. «Маринка» явилась первой в Беларуси попыткой создания детской героической оперы.
Последним крупным сочинением Г. Пукста является опера «Свіцязянка». Идею этой оперы композитор вынашивал в течение нескольких лет и к работе над нею готовился особенно вдумчиво и тщательно. Замысел оперы привлек и поэта К. Титова, который, воспользовавшись сюжетом одноимённой баллады А. Мицкевича и богатым историческим материалом написал либретто «Свіцязянкі». Сюжет и либретто открывал перед композитором широкий простор для применения своего таланта. И, пожалуй, никогда раньше не раскрывался он так полно, как в этом произведении. В музыке «Свіцязянкі» явственно чувствуется рука зрелого мастера крупных оперных форм, выдающегося знатока вокала и чуткого художника. Опера была закончена в клавире и ожидала своей инструментовки, когда внезапная смерть талантливого композитора оборвала работу над нею буквально за несколько дней до шестидесятилетнего юбилея композитора.
Г. К. Пукст умер 11 ноября 1960 года в Минске. Похоронен в Минске на Восточном кладбище.

## Сочинения
- «Машека» (опера, по поэме Я. Купалы «Могила льва», 1945).
- «Маринка» (опера, Минск, 1955).